# Прапор Торчиновичів
Прапор Торчиновичів — офіційний символ села Торчиновичі, Самбірського району Львівської області, затверджений 18 березня 1999 року рішенням сесії Торчиновицької сільської ради.
Автор — А. Гречило.

## Опис
Квадратне полотнище, горизонтальна смуга з верхнього краю та вертикальна посередині (обидві завширшки в 1/4 сторони прапора) утворюють білу літеру «Т», на якій чорна стріла вістрям вгору, обабіч неї на синьому фоні по жовтій 6-променевій зірці.

## Зміст
Стріла та зірки є елементами герба Сас, до якого належала місцева шляхта. А схематична літера «Т» вказує на назву громади.